# Niphograpta
Niphograpta é um gênero de mariposa pertencente à família Crambidae.